# Pietermaai

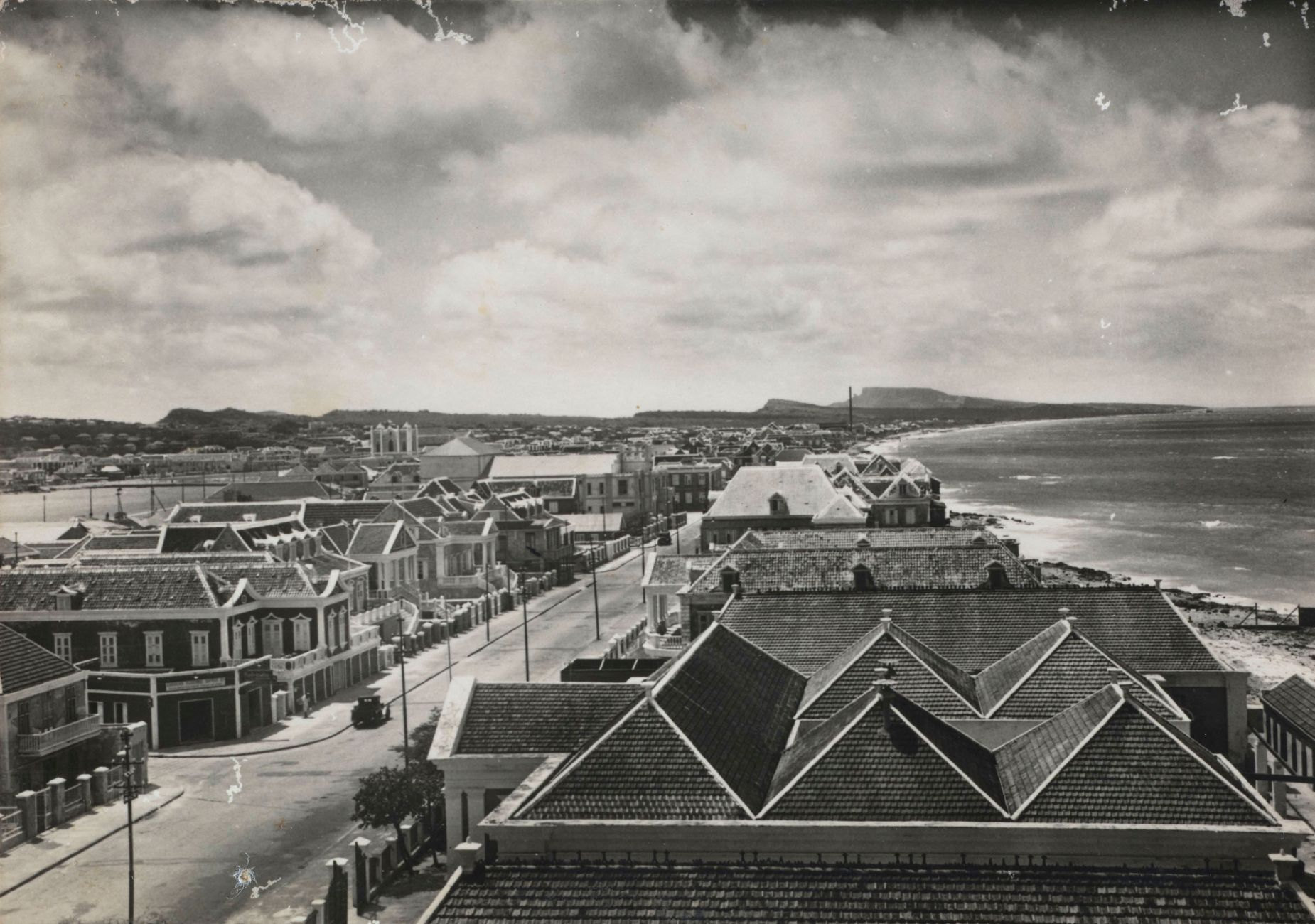
Overzicht over Pietermaai Smal in de jaren 1930. Een groot aantal panden is sindsdien gesloopt. Op de voorgrond rechts het voormalige Departement van Financiën.

Pietermaai is een buurt van de Curaçaose hoofdstad Willemstad. De vanaf de jaren 1990 gerestaureerde en gegentrificeerde wijk wordt vanwege het hippe Nederlandse karakter – vooral door de bedrijven ter plaatse – wel vergeleken met SoHo in New York en het Quartier Latin in Parijs.

## Geografie
De wijk wordt begrensd door de zee in het zuiden, het Waaigat in het noorden, de historische binnenstad Punda in het westen, de wijk Scharloo in het noordoosten en de wijk Berg Altena (met Nieuw Nederland) in het oosten. De westgrens wordt gevormd door de Van Speykstraat, Willem Leesstraat en de Theaterstraat en de oostgrens door de Concordiastraat, Abraham de Veerstraat en het Johan van Walbeeckplein. Het westelijke smallere gedeelte wordt ook wel Pietermaai Smal genoemd. De wijk wordt bestuurlijk soms ingedeeld bij Punda. In het verleden werden de statige gebouwen ten zuiden van het Wilhelminaplein ook bij Pietermaai ingedeeld.

## Geschiedenis

### Ontstaan
Nadat Willemstad in 1634 was gesticht werd aanvankelijk alleen het land in Punda (='de Punt') ten noorden van Fort Amsterdam bebouwd en aan drie zijden gefortificeerd. Rond het begin van de 18e eeuw kende de ommuurde stad Willemstad meer dan 200 huizen, en er was binnen de muren geen plek meer voor meer bebouwing. De eerste uitbreiding vond ongeveer een halve kilometer oostwaarts plaats, op de plek die al snel het voorstadje Pietermaai zou worden. De wijk werd vernoemd naar WIC-zeekapitein en schrijnwerker Pieter de Meij die zich in 1674 op Curaçao vestigde en er de plantage 'het tuintje Zeelucht' had. De aanleg van de wijk startte in 1675 onder het bestuur van Jan Doncker. In 1680 kocht WIC-directeur Nicolaas van Liebergen de plantage van de compagnie en liet er drie huizen bouwen door slaven. Rond 1750 woonden er 40 tot 50 'deftige' gezinnen aan weerszijden van het Steenen Padt naar Berg Altena. Dit pad begon bij de Steenen Padtspoort en voerde over de smalle landengte. Hoewel WIC-directeur Isaac Faesch in 1753 verbood om er nog meer huizen te bouwen in verband met de vrije schootsafstand vanuit Fort Amsterdam, groeide het aantal huizen toch steeds verder uit. In 1785 stonden er reeds 250 woningen in de buurten Pietermaai, Vianen, Berg Altena en Scharloo. 
Aanvankelijk was Pietermaai een smalle reep land tussen de zee en het Waaigat. Er werden aan beide zijden van de strook residenties gebouwd, met aanzienlijke ruimte ertussen. In de loop van de 18e en 19e eeuw nam de bevolkingsdruk echter toe en werden de open ruimtes langzamerhand steeds meer volgebouwd. Pietermaai groeide zo uit tot een voorstadje met in 1818 reeds 2334 inwoners. 

### Bloei
In 1861 kregen Joodse zakenlieden, waaronder Salomon Maduro een concessie om de vestingmuren rond Punda te slopen. Met de stenen werd tussen 1864 en 1866 een deel van het Waaigat gedempt, waarop Pietermaai naar het noorden werd vergroot met De Ruyterkade. Vervolgens werden ook huizen gebouwd tussen Punda en Pietermaai. Het aanplempen van de gronden in het Waaigat zorgden voor een ruzie tussen de Joodse familie Maduro en de joodse patriarch Shon Cochi Jesurun. De familie Jesurun was de machtigste familie van het eiland en Shon Cochi was het niet eens met het aanplempen op deze plek omdat zijn schepen er aanmeerden. Dit leidde er samen met andere conflicten toe dat degenen die zich aan de kant van Maduro schaarden, zich afscheidden als de liberale Nederlands Hervormde Israëlitische Gemeente en de Tempel Emanu-el bouwden aan het latere Prins Hendrikplein (in 1964 gingen beide gemeenten weer samen).
De voorstad kreeg in de periode daarna het karakter van uitgaanswijk, met theaters en horeca. De wijk was niet zo chique als Scharloo, maar huisvestte wel de bovenlaag van de bevolking. In 1877 werd het gebied zwaar getroffen door Orkan Pundi ("Grote Orkaan"), waarbij ongeveer 200 doden vielen en de wijk deels verwoest werd. Met hulp uit het buitenland (Nederland, Duitsland, Frankrijk, Engeland en Venezuela) werd het puin echter binnen een maand opgeruimd en kon het herstel beginnen, dat duurde tot in de eerste decennia van de 20e eeuw.
In 1882 werd de dominicaanse Heilige Rozenkranskerk gebouwd aan het Julianaplein, die in 1958 de status van kathedraal kreeg. In 1885 werd een Landschool (later Hendrikschool voor jongens) voor uitgebreid lager onderwijs geopend. Na 1938 werd dit gebouw vervangen door een nieuwe MULO. Tussen 1941 en 1944 was hier de Algemene Middelbare School gevestigd, de eerste middelbare school van Curaçao.
In 1884 werd de Curaçaose tram (een paardentram) aangelegd van Scharloo via Pietermaai naar Punda, die in 1911 door de Curaçaose Tramwegdienst werd vervangen door een gemotoriseerde tram op gasolie. In 1920 werd de tram echter opgeheven door concurrentie van de fiets en opgelopen exploitatiekosten.
Pietermaai was lange tijd het cultureel centrum van de stad. Het bekendste gebouw was schouwburg Roxy, waar tussen 1931 en 1982 vele optredens plaatsvonden en films werden gedraaid. Na de bouw van de stadsschouwburg Centro pro Arte in 1968 nam deze rol echter sterk af.

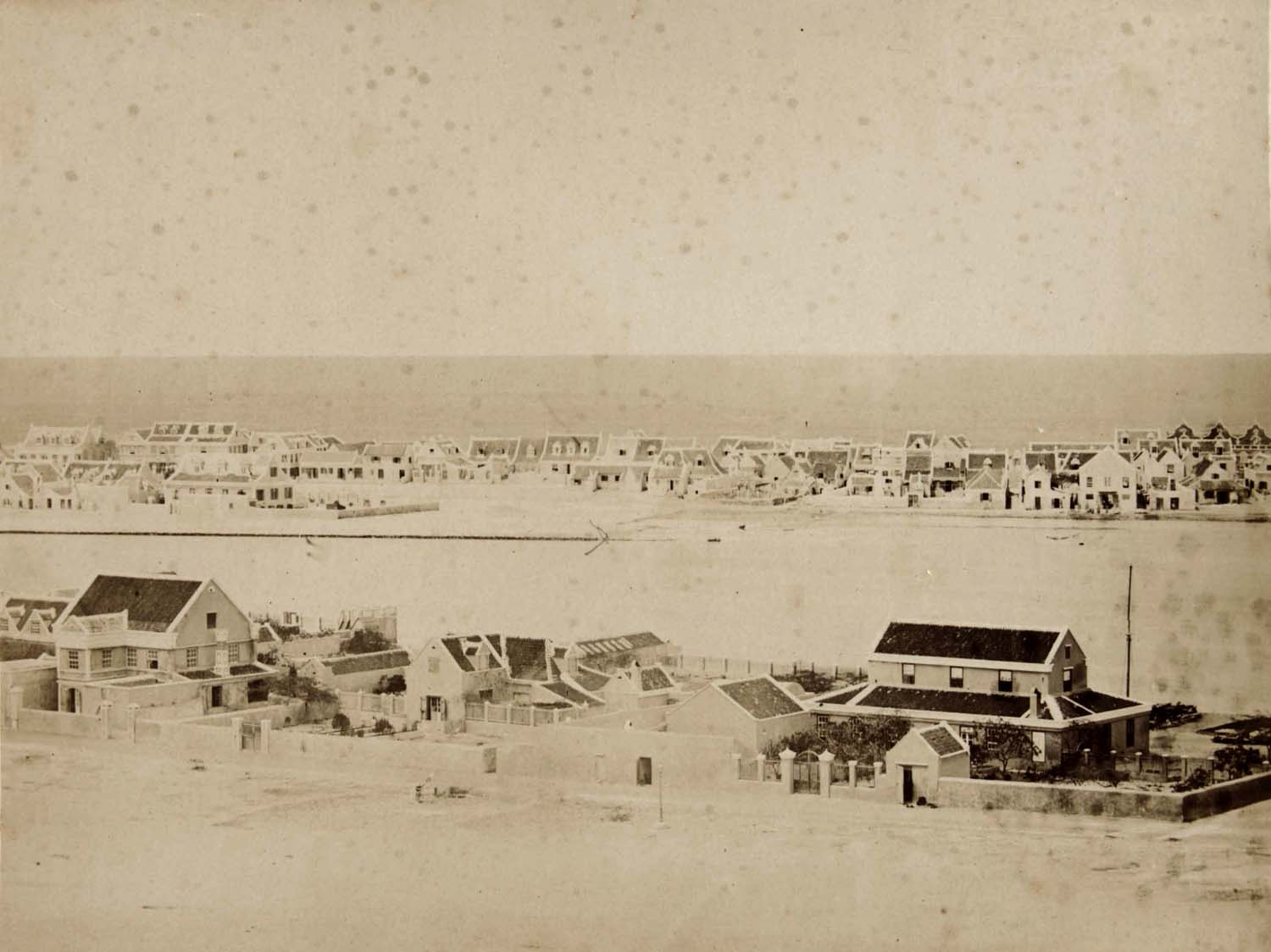
Pietermaai Smal (achtergrond) gezien vanaf Scharloo rond 1900 met de nog onbebouwde in de jaren 1860 aangelegde De Ruyterkade
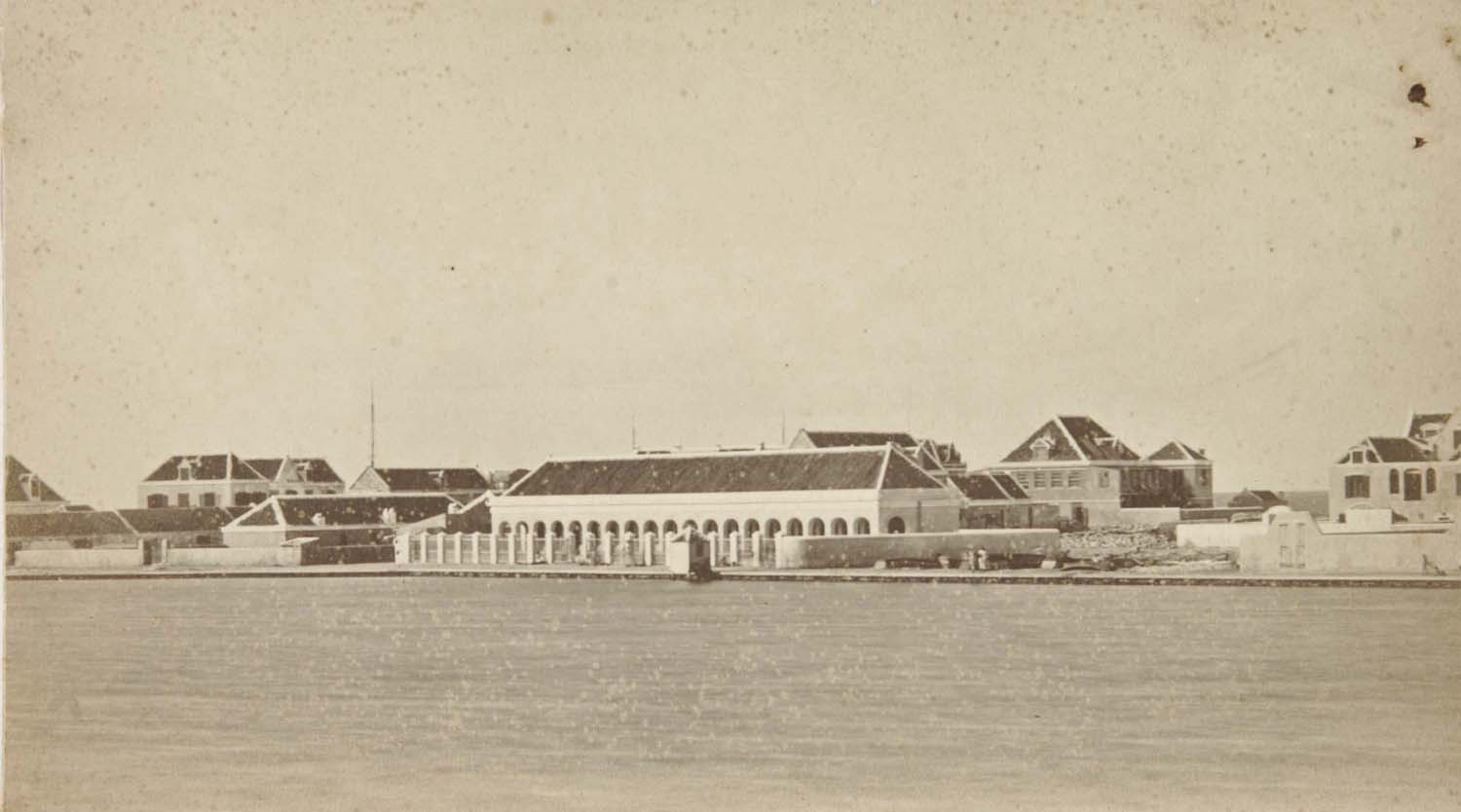
De vleeshal uit 1839 en andere gebouwen van Pietermaai vóór 1877 (Robert Soublette). De vleeshal met bijbehorende slachtplaats werden volledig verwoest bij de orkaan van 1877.
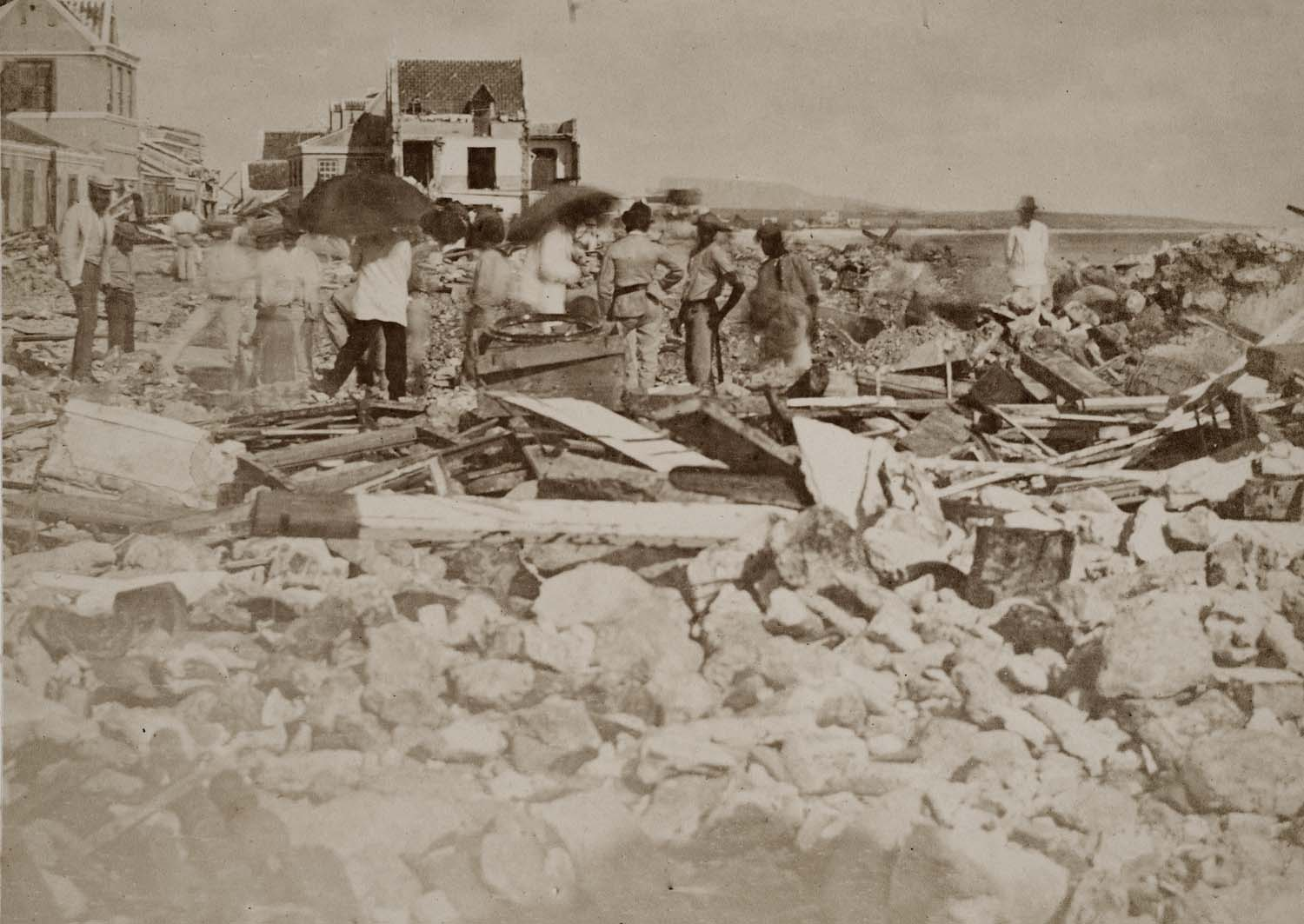
Verwoestingen door de orkaan van 1877
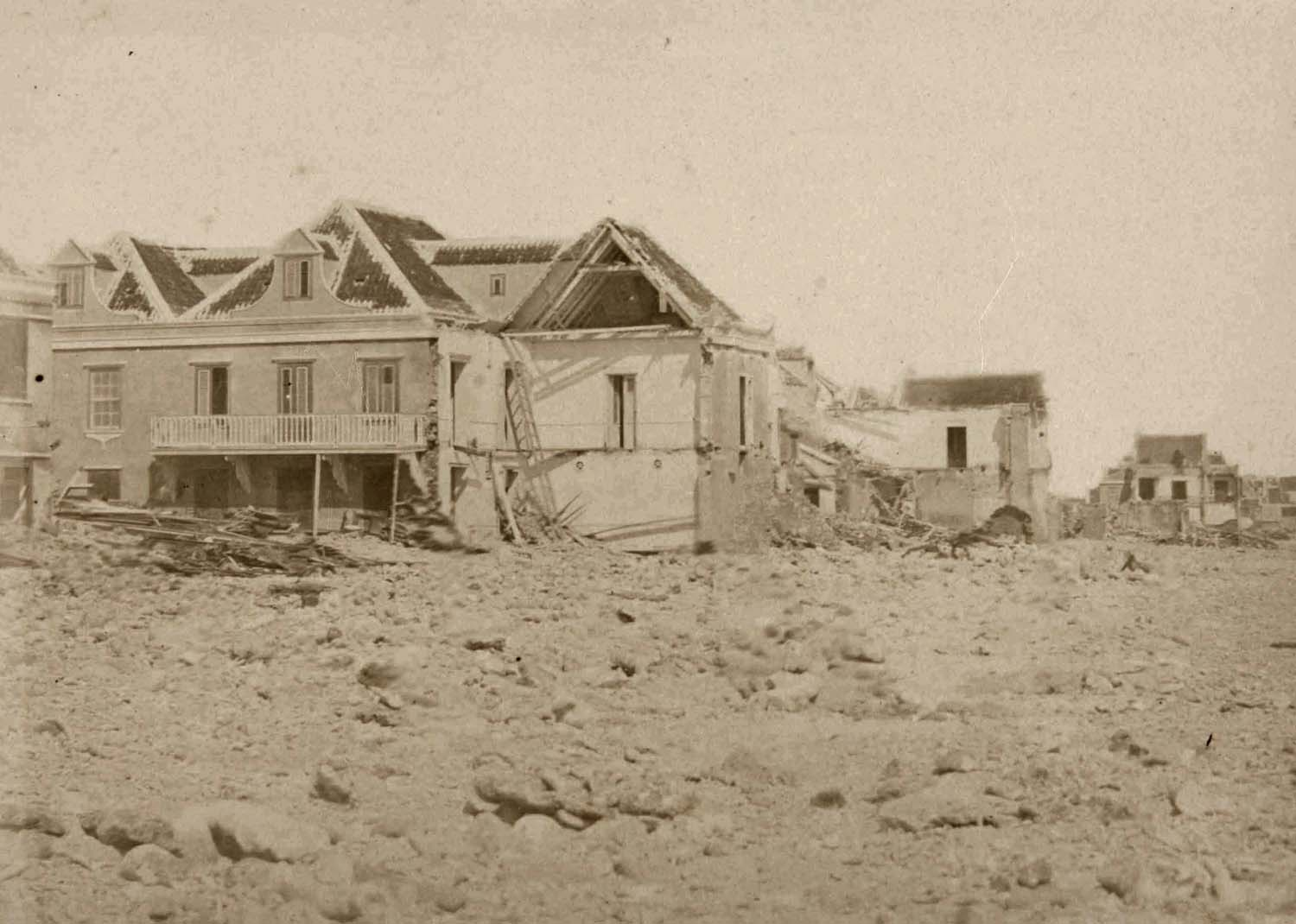
Een deel van de gebouwen werd volledig met de grond gelijk gemaakt in 1877
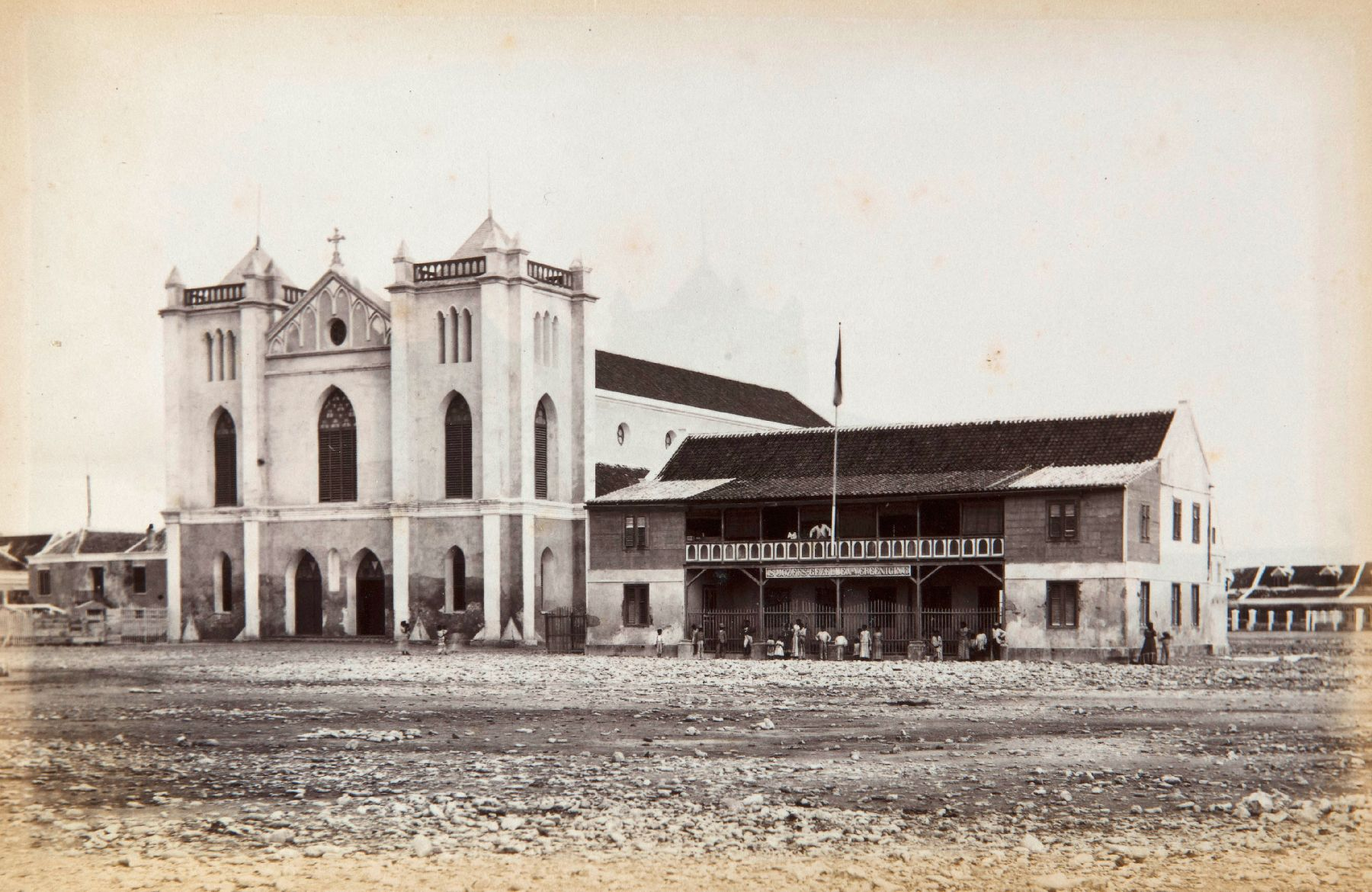
De Heilige Rozenkranskerk van de orde van de dominicanen rond 1890 met de noodkerk uit 1870 ernaast, dat vervolgens werd gebruikt als het gebouw van de St. Jozefs Gezellen-Vereeniging (arbeidersjeugdorganisatie).
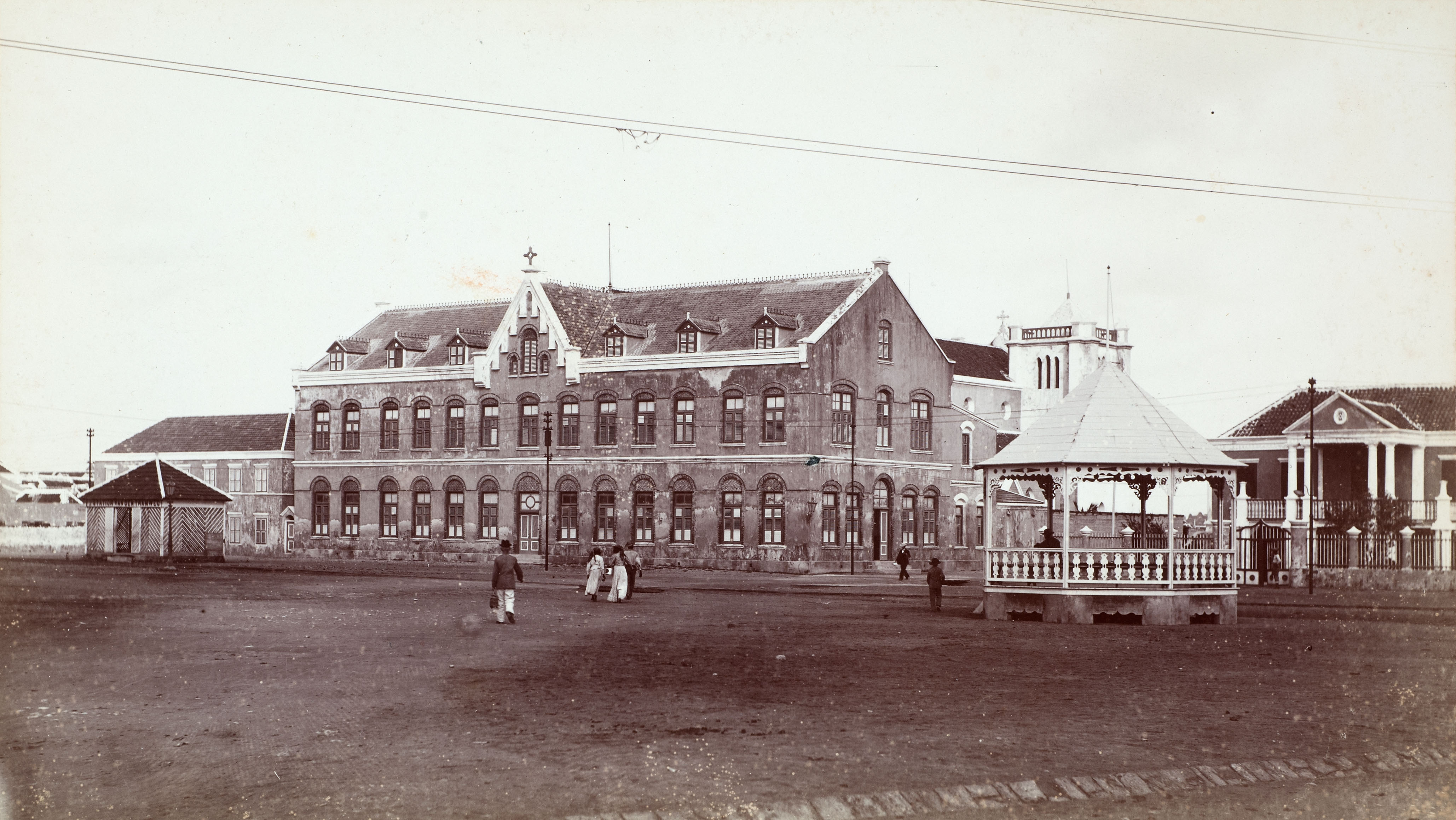
De katholieke pastorie aan het Julianaplein (of Concordiaplein) rond 1895, waar tegenwoordig de zetel van het Bisdom Willemstad gevestigd is.
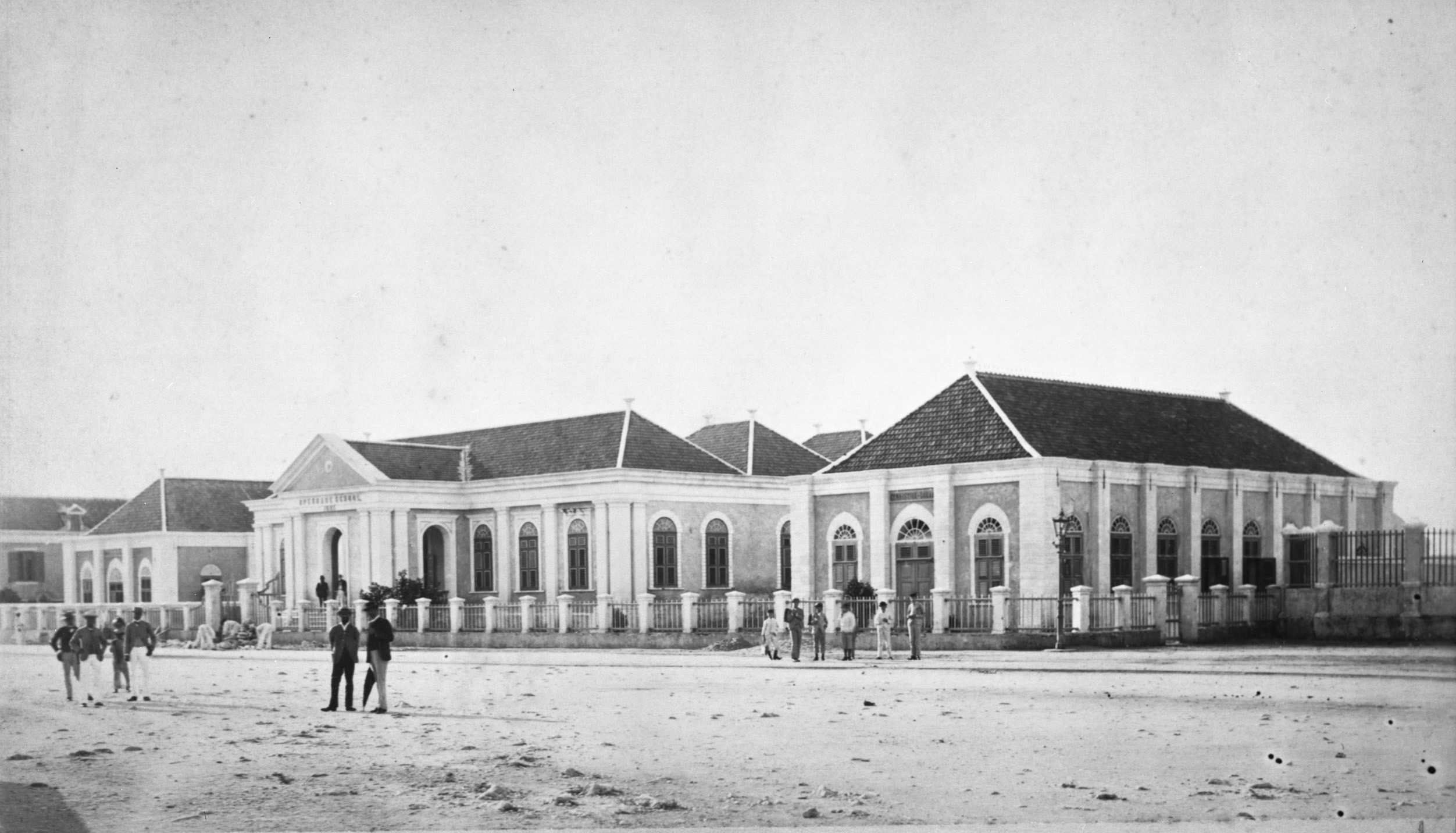
De Landschool of Hendrikschool rond 1890. Deze school stond naast de Temple Emanu-El en is in de 20e eeuw gesloopt.
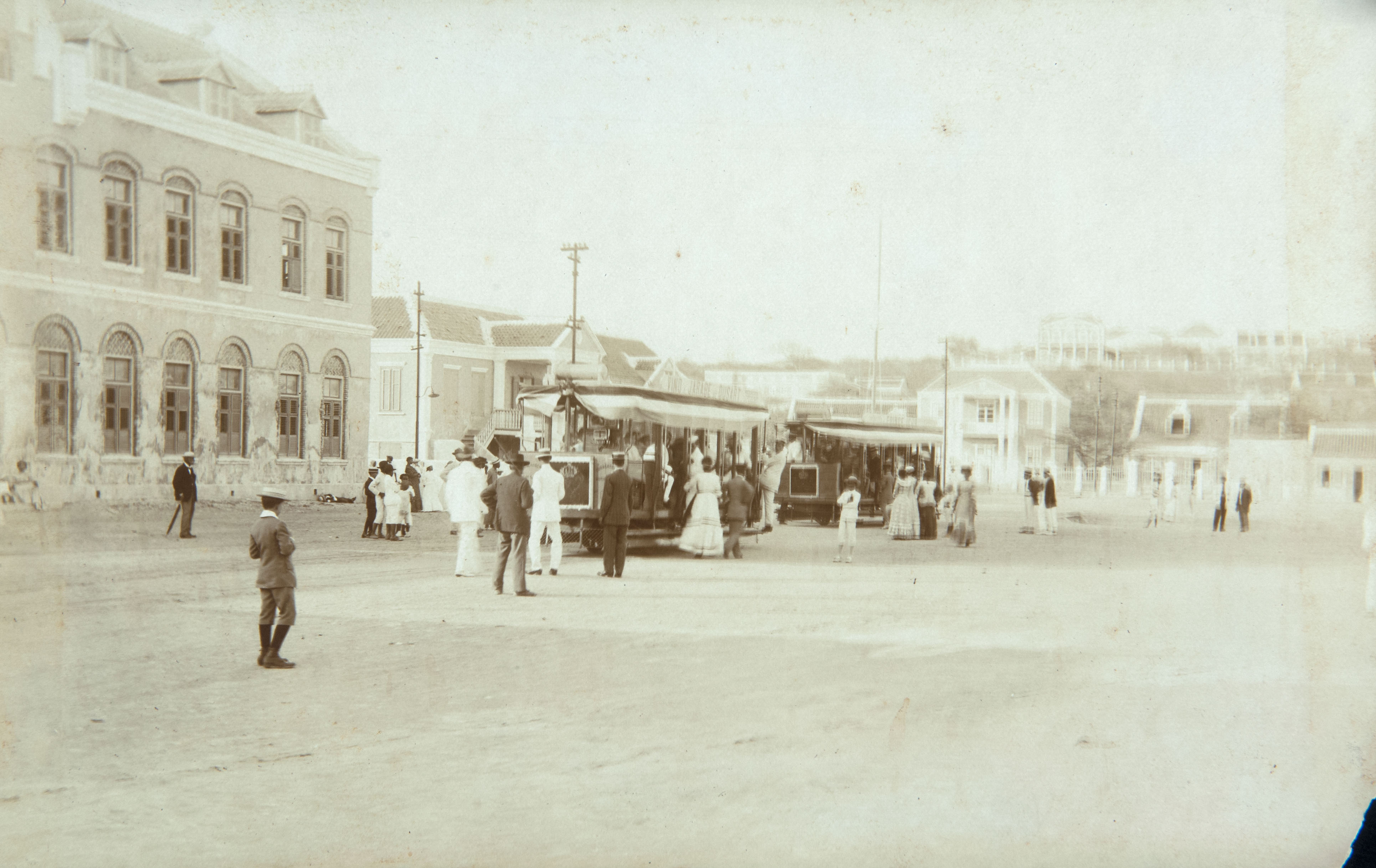
Tramhalte op het Julianaplein rond 1900

### Verval
In de tweede helft van de twintigste eeuw vertrokken de rijken uit de wijk naar nieuwe chiquere buitenwijken van de stad zoals Mahaai, Van Engelen en Rooy Catootje. Deze suburbanisatie ontstond in reactie op de introductie van de auto, waardoor deze wijken beter bereikbaar werden en omdat de oude woningen in Pietermaai steeds meer als te klein werden ervaren. Hun plaatsen werden opgevuld door accountants, advocaten, architecten, dokters en notarissen, die er echter alleen overdag verbleven. In de avond was het er uitgestorven. In de jaren 1970 en 1980 raakte de buurt steeds meer in verval. De gegoeden trokken weg. Steeds meer panden kwamen leeg te staan, raakten in verval en dreigden te worden gesloopt. Drugshandelaren, drugsverslaafden (chól(l)ers) en prostituees trokken in de panden, terwijl de rest van de buurt begin jaren 1990 deels veranderd was in een spookstad. Criminaliteit en vandalisme vierden hoogtij. Toch woonden er nog enkele honderden mensen.

### Herstel en gentrificatie
Halverwege de jaren 1990 keerde het tij toen er meer aandacht kwam voor de unieke historische monumenten in Willemstad en de plaats in 1997 op de UNESCO Werelderfgoedlijst werd gezet. De Stichting Monumentenzorg kon voor het eerst met geld van de Antilliaanse overheid panden laten restaureren. Hieruit ontstond een raamwerk van instellingen die zich met behoud begonnen bezig te houden en die subsidies en leningen tegen zeer gunstige voorwaarden boden aan initiatiefnemers die monumenten wilden restaureren. Ook werden in de jaren daarna talloze panden op de monumentenlijst geplaatst, waaronder 109 panden in Pietermaai (2016). Met name Nederlandse particulieren en projectontwikkelaars kochten ondertussen panden op om deze op te knappen en een nieuwe bestemming te geven. In eerste instantie werd dit gedaan door de Nederlandse initiatiefnemers Jan Peltenburg en Wilfred Hendriksen, die vooral studentenkamers voor Nederlandse studenten (vooral stagiaires) realiseerden. Een eerste poging midden in de wijk mislukte volledig doordat drugshandelaren het kort en klein sloegen, maar een tweede poging aan de rand van de wijk in de Nieuwstraat een half jaar later had meer succes. In reactie op hun succes volgden meer Nederlandse investeerders, die zich ook gingen richten op permanente bewoners (yuppen), horeca, kantoren en hotels. Hoekpanden werden aangewezen voor horecagelegenheden omdat deze als toegangspoorten zorgden voor meer toezicht, zodat het aantal unheimische plekken afnam. Drugsdealers probeerden soms de restauraties te frustreren door in de nacht gereedschap te (laten) stelen of restauraties te vernielen. Ook dreigden ze met brandstichting of bedreigden ze initiatiefnemers met de dood. Uiteindelijk vertrokken ze echter samen met de verslaafden naar andere buurten of overleden. De overheid droeg bij aan de oplossing ook door strafrechtelijke opvang en een andere belangrijke actor was de Fundashon pa maneho di Adikshon, die verslaafden hulp bood bij afkicken. In 2012 vertrok de laatste drugshandelaar. Begin 21e eeuw werden veel panden doorverkocht aan investeerders, die meer brood zagen in toeristen, omdat die meer geld per nacht konden betalen dan studenten en andere tijdelijke bewoners, waarmee ook het prijzige onderhoud aan de oude gebouwen beter te betalen was. Als gevolg hiervan werden de meeste monumenten omgezet naar boetiek- of appartementenhotels, logies en ontbijt, bars en restaurants. Tussen 1993 en 2015 werd bijna 130 miljoen geïnvesteerd in de panden. Ongeveer de helft van de buurt en de meeste historische panden werd daarbij opgeknapt. Ook werd de Nieuwestraat in de wijk opnieuw ingericht door de overheid. Pogingen om ook de rest van de buurt aan te pakken liepen echter spaak door gebrek aan geld (in 2015 becijferd op ca. 150 miljoen) en de sterk gestegen woningprijzen.
Het gevolg van het omzetten van de wijk door Nederlandse investeerders naar een toeristisch gebied voor met name Nederlandse toeristen was echter ook dat Pietermaai uitgroeide tot de meest gentrificeerde buurt van Willemstad. Feitelijk veranderde het van een woonwijk naar een wijk waar het nachtleven en de toerismesector centraal staat. De bewoners kregen te maken met gestegen woning- en huurprijzen. De prijzen van vastgoed stegen met ongeveer 225% tussen 1990 en 2017. Anderzijds hadden zij de mogelijkheid om hun eigendom te verkopen of zelf te verhuren aan toeristen. Veel huurders konden de gestegen huurprijzen niet langer betalen en vertrokken naar minder aantrekkelijke buitenwijken. De overgebleven bewoners (383 in 1981, 222 in 2001 en nog slechts 81 in 2011) kregen door de afwezigheid van enige vorm van overheidsbemoeienis (laisser-faire) in toenemende mate te maken met geluidshinder en parkeerdruk. Ook verloren ze een deel van hun ontmoetingsplekken en steegjes naar de zee, die door ontwikkelaars werden afgesloten met hekken of deuren. De bevolking voelt zich daarbij in de steek gelaten door de Curaçaose overheid, die goede relaties onderhoudt met de ontwikkelaars, die over goede netwerken en een sterke lobby beschikken. De aanwezigheid van de lokale bevolking werd verder beperkt doordat in de toerismesector vooral Nederlandse stagiairs werken en de horeca vooral bezocht wordt door Nederlandse en andere buitenlandse toeristen en slechts beperkt door de lokale bevolking, die zich minder thuis voelt tussen de ' makambas ' (blanke Nederlanders), wiens gerechten niet op de kaart staan en bovendien de hoge prijzen niet kan betalen. Dit wordt versterkt doordat de aandeelhouders van de investeringsmaatschappijen in Pietermaai een zo hoog mogelijke opbrengst willen realiseren en de weinig kapitaalkrachtige autochtone buurtbewoners daarmee niet tot hun doelgroep behoren.

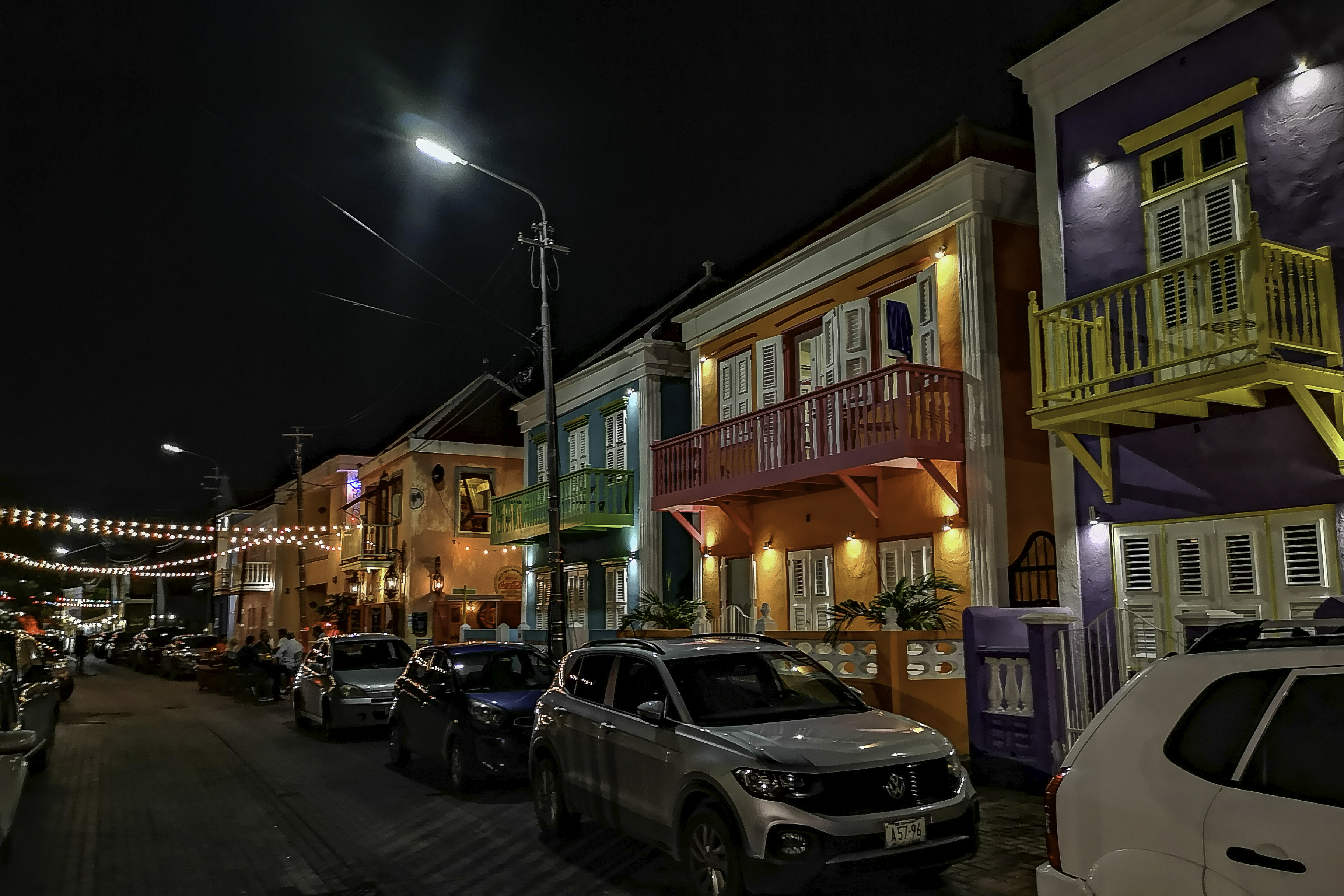
Gerestaureerde panden aan de Nieuwestraat bij avond
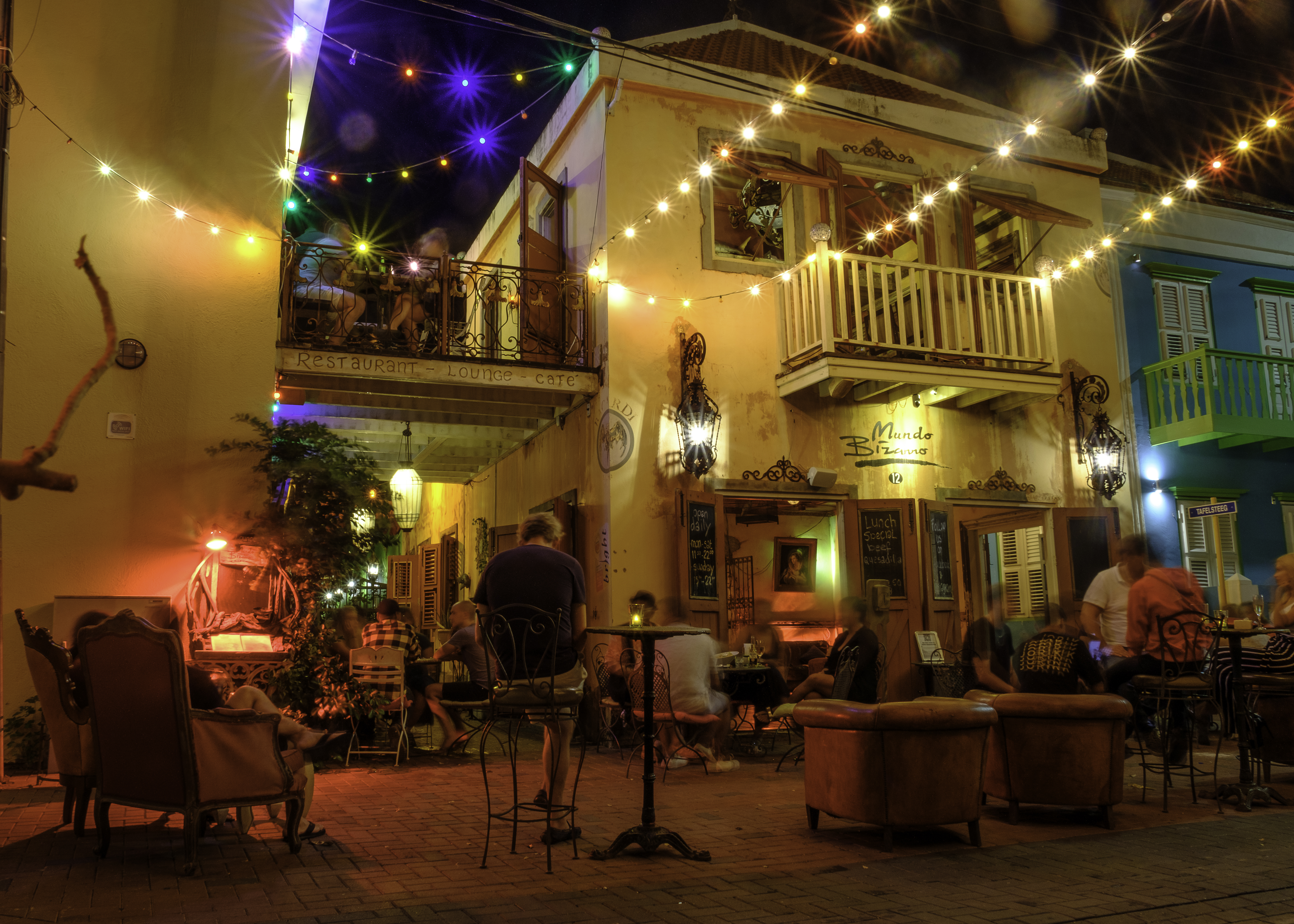
Uitgaansgelegenheid Mundo Bizarro aan de Nieuwestraat is bewust in (Cubaanse) 'oude stijl' geschilderd om aan te sluiten bij de sfeer in de buurt en is strategisch op een hoek gesitueerd om de wijk bij avond ook levendig te houden.
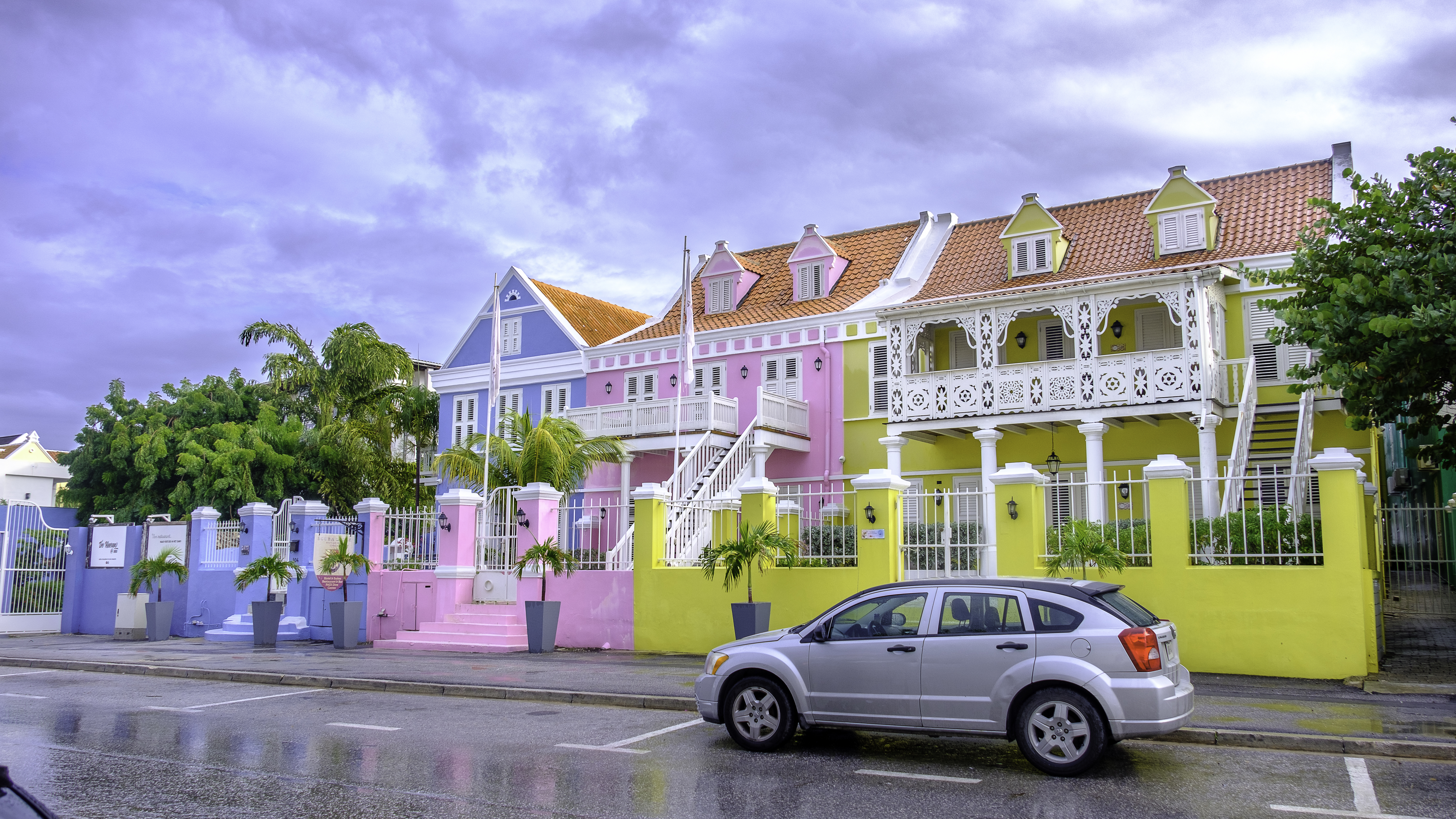
Gerenoveerd gebouw (Pietermaai 100-104) met rechts een reconstructie van een balkon in peperkoekstijl
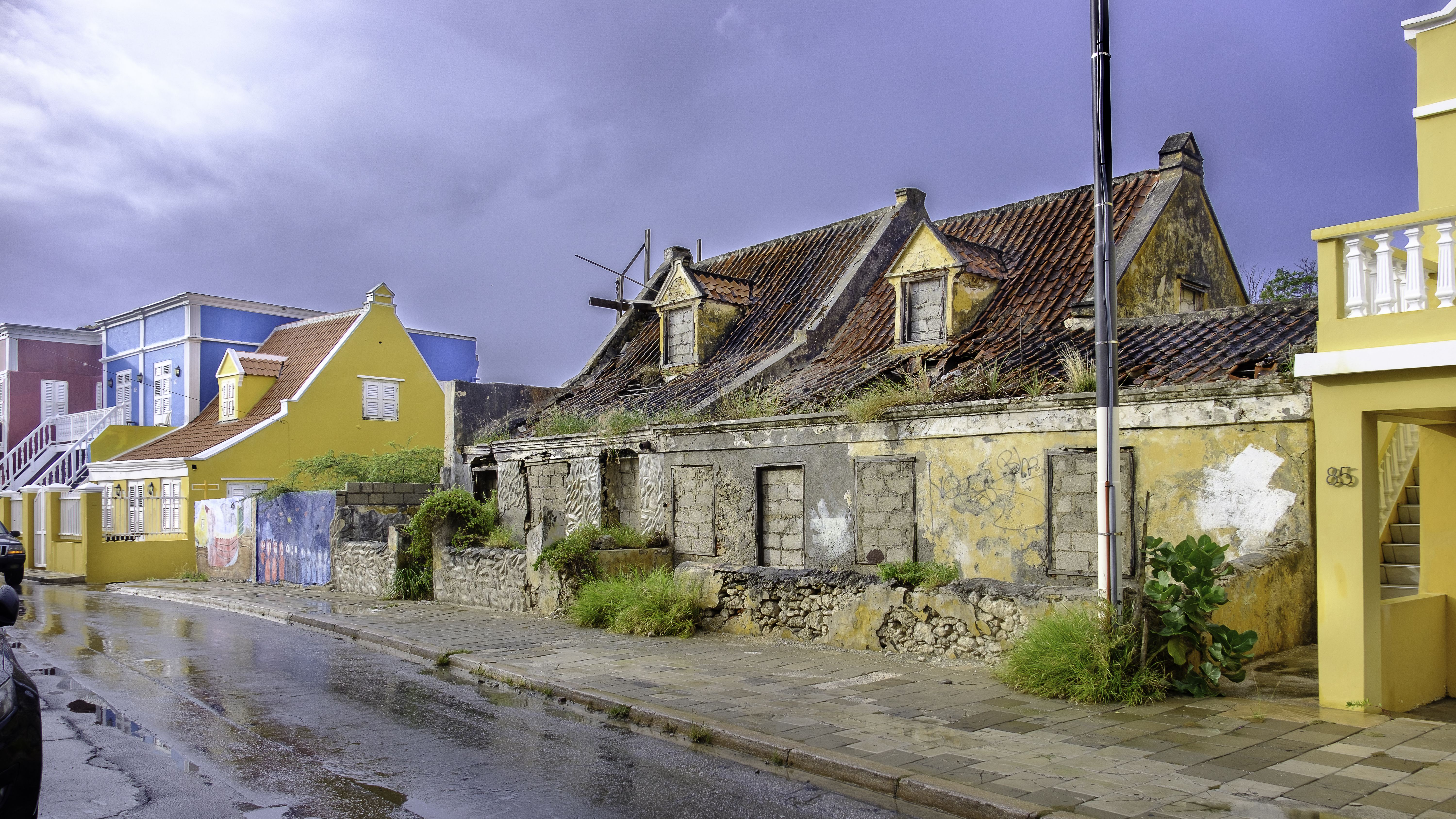
Een vervallen pand tussen reeds gerenoveerde panden toont de transitie die in de wijk gaande is. De ramen zijn dichtgemetseld om 'chollers' (drugsverslaafden) te weren.
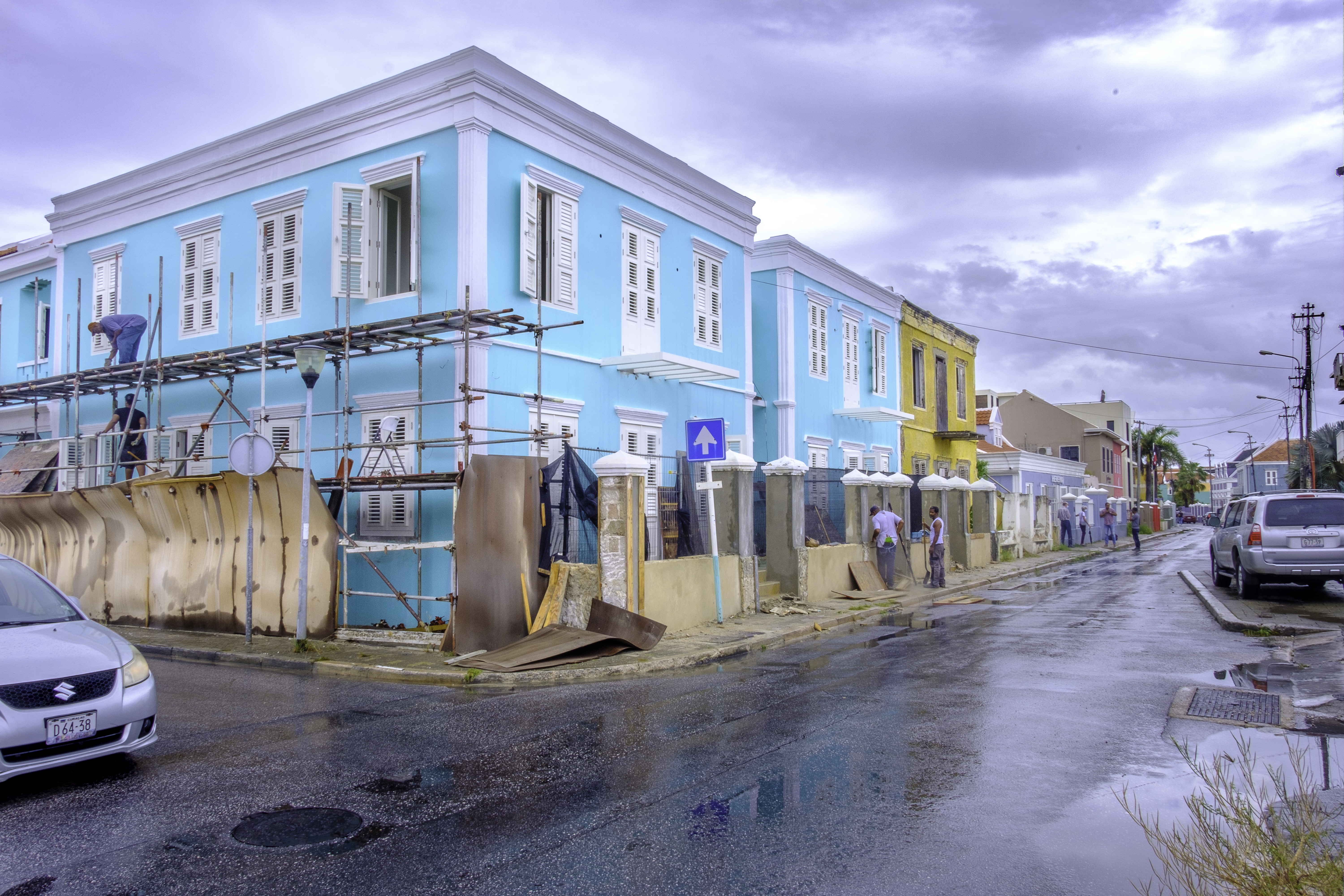
Renovatie van een pand op de hoek van de Theaterstraat met de straat Pietermaai
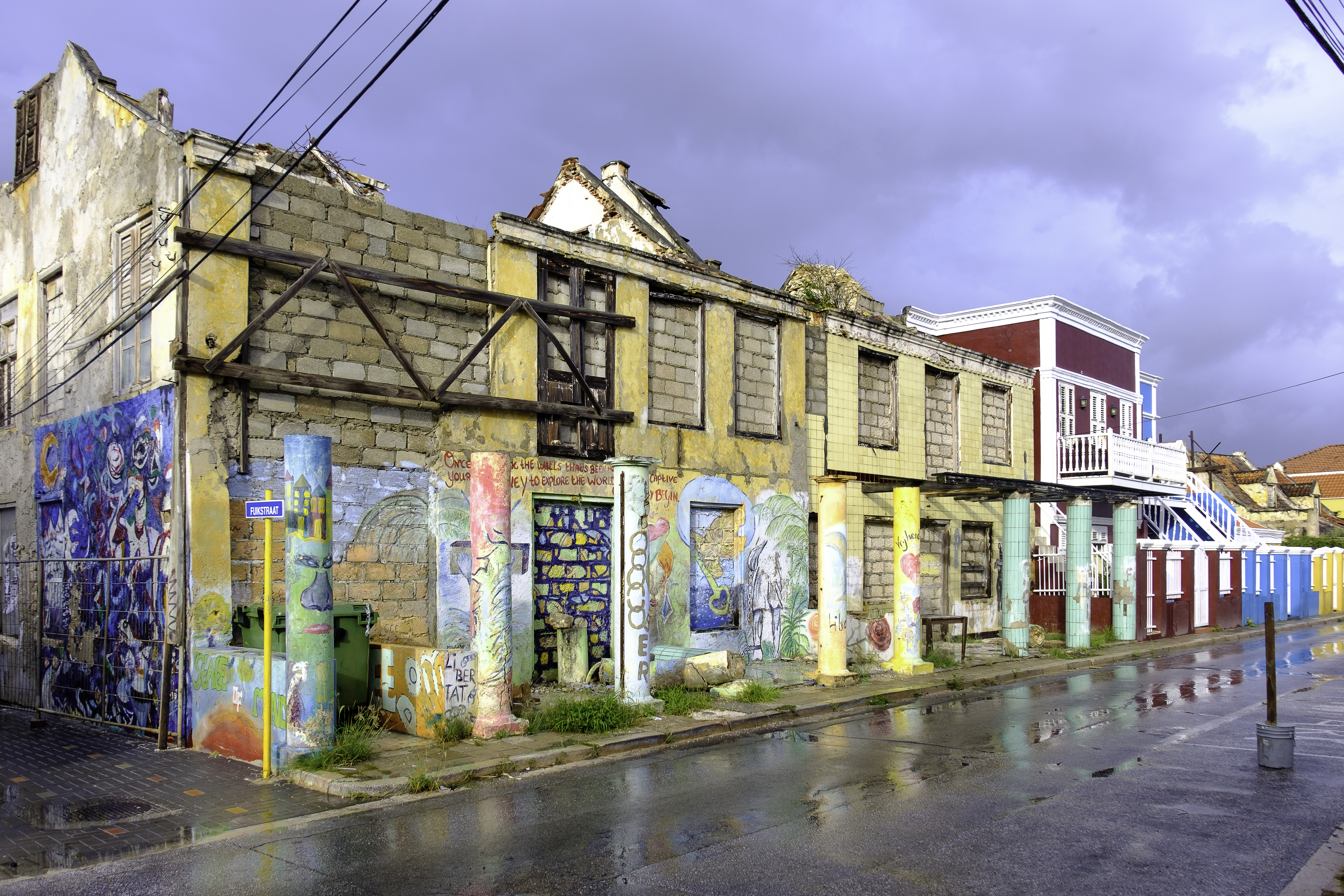
Om ruïnes te verfraaien is soms graffiti aangebracht
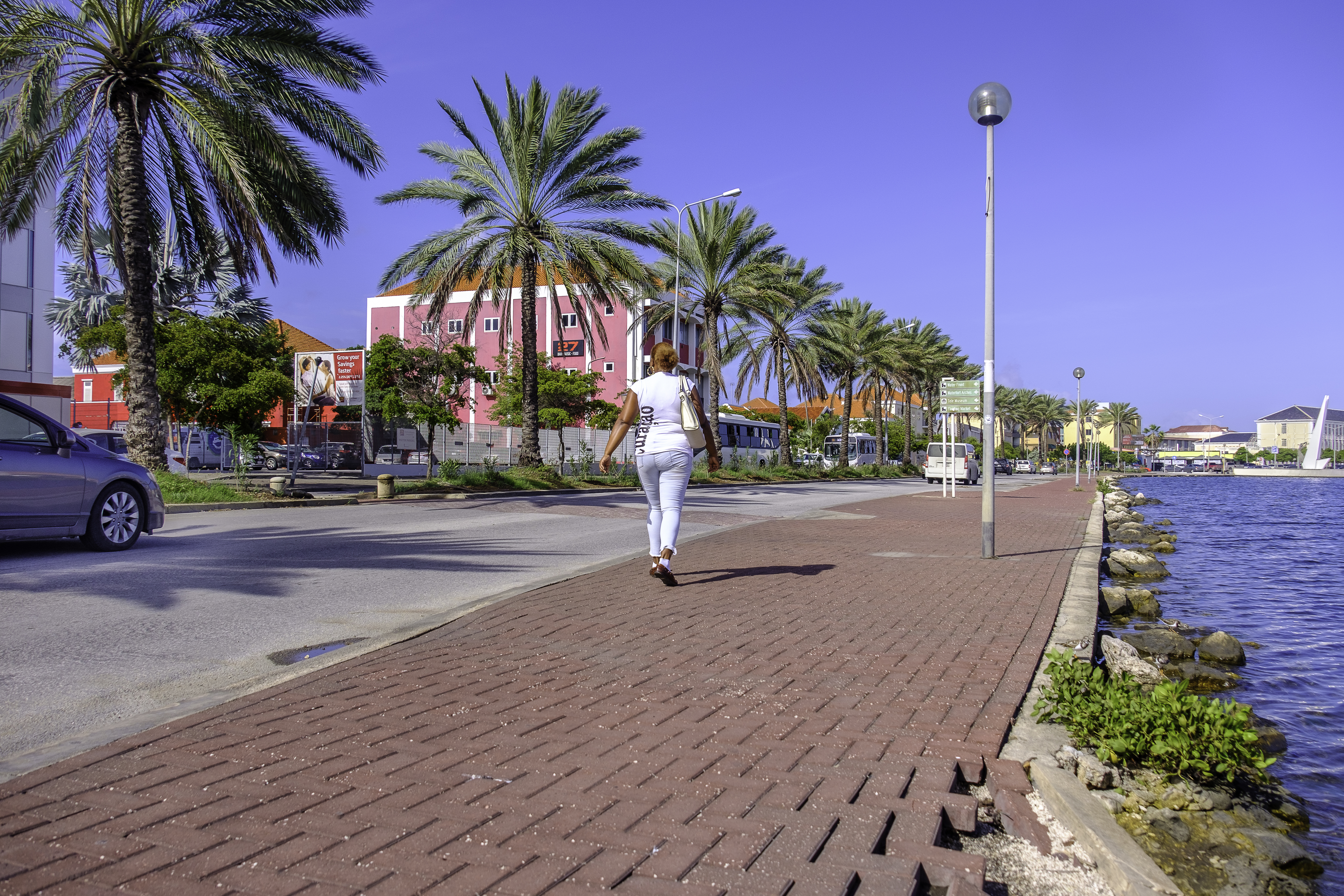
De Ruyterkade met rechts het Waaigat
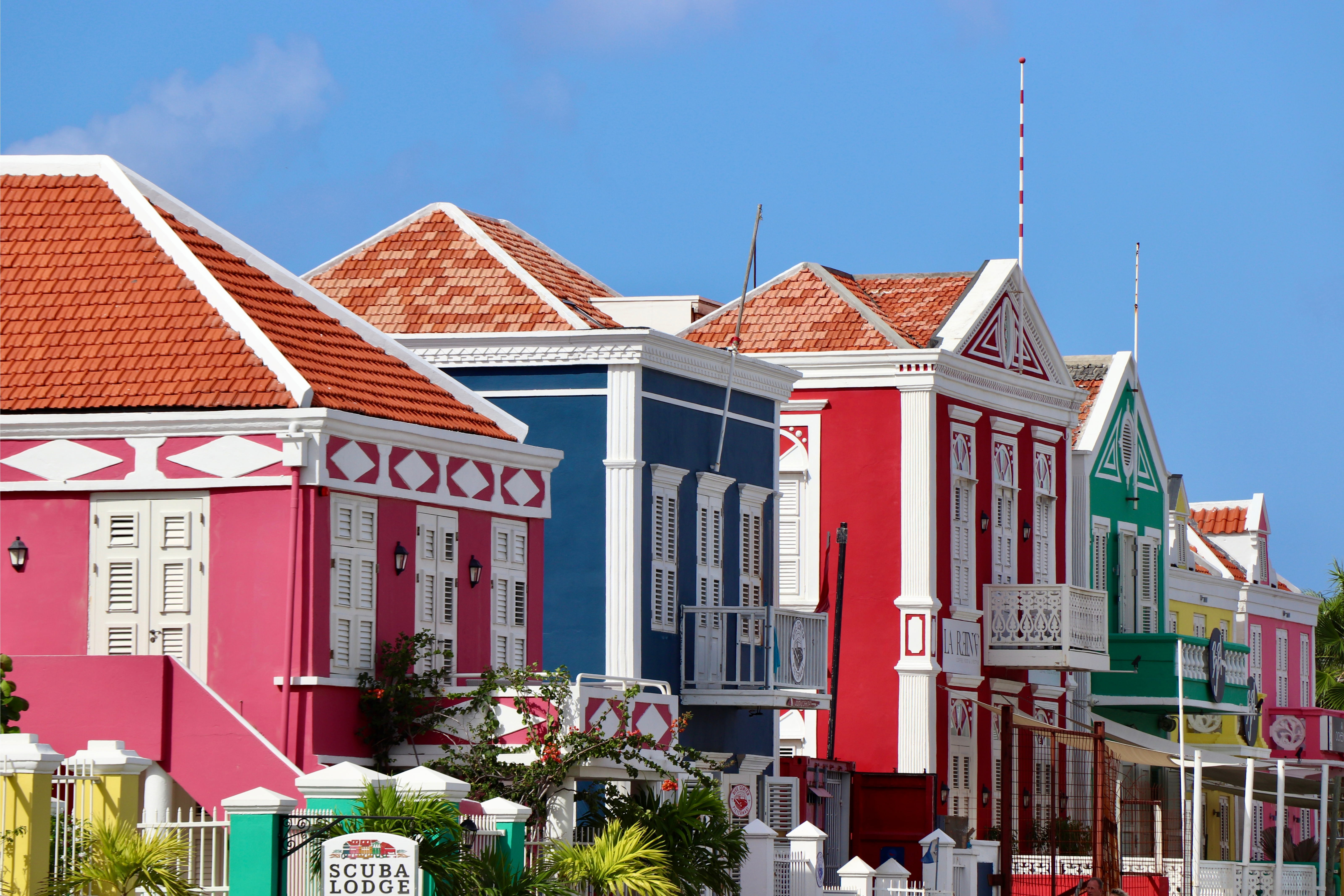
Voorgevels van gerestaureerde panden aan de Pietermaaiweg.